# Länsväg 150
De Zweedse weg 150 (Zweeds: Länsväg 150) is een provinciale weg in de provincie Hallands län in Zweden en is circa 38 kilometer lang. De weg ligt in het zuiden van Zweden.

## Plaatsen langs de weg
- Falkenberg
- Årstad
- Torup

## Knooppunten
- E6/E20 bij Falkenberg
- Riksväg 26 bij Torup (einde)